# Paques
|  | Per a altres significats, vegeu «Paca». |

Paques (en llatí Paches, en grec antic Πάχης "Pákhes") fou un general atenenc fill d'un home anomenat Epicur o, segons Diodor de Sicília, d'Epicler.
La tardor de l'any 428 aC va ser enviat al front de mil hoplites a reforçar les tropes atenenques dirigides per Clíppides contra els rebels de Mitilene, que assetjaven als atenencs situats en dos forts de la rodalia de la ciutat. La seva arribada va permetre restablir la situació per terra, encara que la flota estava bloquejada.
El 427 aC els espartans van enviar una flota dirigida per Alcides, que havia d'ajudar els rebels, però Alcides va tardar massa a actuar i fins i tot Salet un general espartà que va ser enviat al darrere, va arribar abans. Salet va aconsellar donar armes a tots els ciutadans però llavors aquestos es van revoltar contra el govern aristocràtic, que davant del perill, es va rendir a Paques. Finalment va arribar Alcides però en lloc d'atacar als atenencs va salpar cap al sud per la costa de Jònia. Paques el va empaitar algun temps sense èxit. En el seu viatge va parar a Nòtion, on el partit democràtic va demanar ajut davant els aristòcrates que tenien el suport de Colofó i d'un cos de mercenaris dirigits per Hípies d'Arcàdia, pagat pel sàtrapa Pisutnes. Paques va convidar a Hípies a parlamentar i quan aquest va accedir va ser detingut i immediatament va atacar als mercenaris que sorpresos van ser aniquilats. Paques havia promès a Hípies que si les converses no tenien èxit el retornaria a Nòtion sa i estalvi i ho va fer així, i una vegada a la ciutat, ara en mans dels atenencs, va ordenar que el matessin. Va considerar que complia la seva promesa. El govern de Nòtion va passar a mans dels demòcrates.
Paques va tornar a Lesbos i va dominar les parts de l'illa que encara romanien revoltades. Els presoners, incloent Salet, van ser enviats a Ténedos. Un decret del govern atenenc va ordenar l'execució de tots els adults de Mitilene i que les dones i nens fossin venuts com esclaus. Paques anava a complir el mandat quan un segon decret va modificar l'anterior que salvava la vida dels habitants de Mitilene, i s'ordenava no matar a ningú. En canvi ordenava derruir les muralles i confiscar la flota. Paques va obeir i després va tornar a Atenes.
A la seva arribada algú el va acusar i va ser portat a judici. Paques va intuir que seria condemnat i es va suïcidar clavant-se una espasa al cor en presència dels seus jutges, segons diu Plutarc. La causa de la seva acusació és desconeguda. Agàties en un epigrama diu que es va enamorar de dues dones de Mitilene, Hel·lanis i Lamaxis, i que va matar als seus marits per aconseguir posseir-les, i els parents de les víctimes van fugir a Atenes i el van denunciar. Aquesta podria ser la causa encara que s'han suggerit altres possibilitats.